# 馬格達萊納宮
馬格達萊納宮（西班牙語：Palacio de la Magdalena）是位於西班牙坎塔布里亞自治區城市桑坦德马格达莱纳半岛的一座建築，修建於20世紀初期。馬格1911年完工，最初的修建目的是為西班牙王室提供季節性居住地。也曾是梅嫩德斯·佩拉约国际大学的总部所在地。 建筑物不拘一格的风格，结合了英国、法国和地区的建筑风格, 有两个主要入口，北部的入口带有马车门廊，而南部的入口则是主要入口。 （页面存档备份，存于）

## 外部連結
- 官方网站 （页面存档备份，存于）（西班牙文） （英文）